# Chang'e 1
Chang'e 1 (Chino simplificado: 嫦娥一号; chino tradicional: 嫦娥一號; pinyin: Cháng'é Yī Hào) fue una sonda espacial no tripulada parte de la primera fase del Programa Chino de Exploración Lunar. La primera fase se llama "Chang'e-1". La sonda espacial fue bautizada en honor a la diosa China de la luna, Chang'e,  que según la leyenda, voló a la Luna, y que cuenta con un cráter lunar bautizado con su nombre.
El lanzamiento de Chang'e-1 tuvo lugar el 24 de octubre de 2007 a las 10:05 horas UTC desde el Centro Espacial de Xichang usando el cohete Larga Marcha 3A.
La sonda entró en órbita lunar, según lo previsto, el 5 de noviembre. La misión de la sonda duró 16 meses, hasta el 1 de marzo de 2009, día en que se estrelló con la Luna.